# Heliotropium pseudolongiflorum
Heliotropium pseudolongiflorum är en strävbladig växtart som beskrevs av Emilio Chiovenda. Heliotropium pseudolongiflorum ingår i Heliotropsläktet som ingår i familjen strävbladiga växter. Inga underarter finns listade i Catalogue of Life.